# Камбоџански ријел
Камбоџански ријел (кмерски: ) је званична валута у Камбоџи. Међународни код за ријел је KHR. Симбол за ријел је . Ријел издаје Народна банка Камбоџе. У 2008. години инфлација је износила 19,7%. Један ријел састоји се од 100 сена и 10 какова.
Раније валуте Камбоџе су биле тикал и франак. Први пут ријел је издаван од 1953. до маја 1975. Затим, између 1975. и 1980. Камбоџа није имала монетарни систем. Нова валута, такође названа ријел, се издаје од 1. априла 1980. Садашња валута никада није широко прихваћена у народу који још увек преферира да трговину обавља у злату и страним валутама, посебно америчком долару чије су се велике количине нашле у земљи након окупације УН 1993. За фракционе износе користе се кованице ријела а не долара.
Постоје новчанице у апоенима 50, 100, 200, 500, 1000, 2000, 5000, 10000, 20000, 50000 и 100000 ријела и кованице од 50, 100, 200 и 500 ријела.